# Cantonul Bourges-3
Cantonul Bourges-3 este un canton din arondismentul Bourges, departamentul Cher, regiunea Centru, Franța.